# Яврумов, Владимир Акопович
Влади́мир Ако́пович Явру́мов (арм. Վլադիմիր Հակոբի Յավրումով; 11 августа 1922 года, Баку — 12 января 1945 года, Стопница) — советский офицер, Герой Советского Союза (посмертно), участник Великой Отечественной войны в должности командира роты 28-го гвардейского воздушно-десантного стрелкового полка 9-й гвардейской воздушно-десантной дивизии 5-й гвардейской армии 1-го Украинского фронта, гвардии старший лейтенант.

## Биография
Родился 11 августа 1922 года в Баку в семье рабочего. Армянин. Член ВКП(б) с 1944 года. Окончил 8 классов. Работал на машиностроительном заводе имени лейтенанта Шмидта, получил профессию сварщика. Продолжал учёбу на рабфаке.

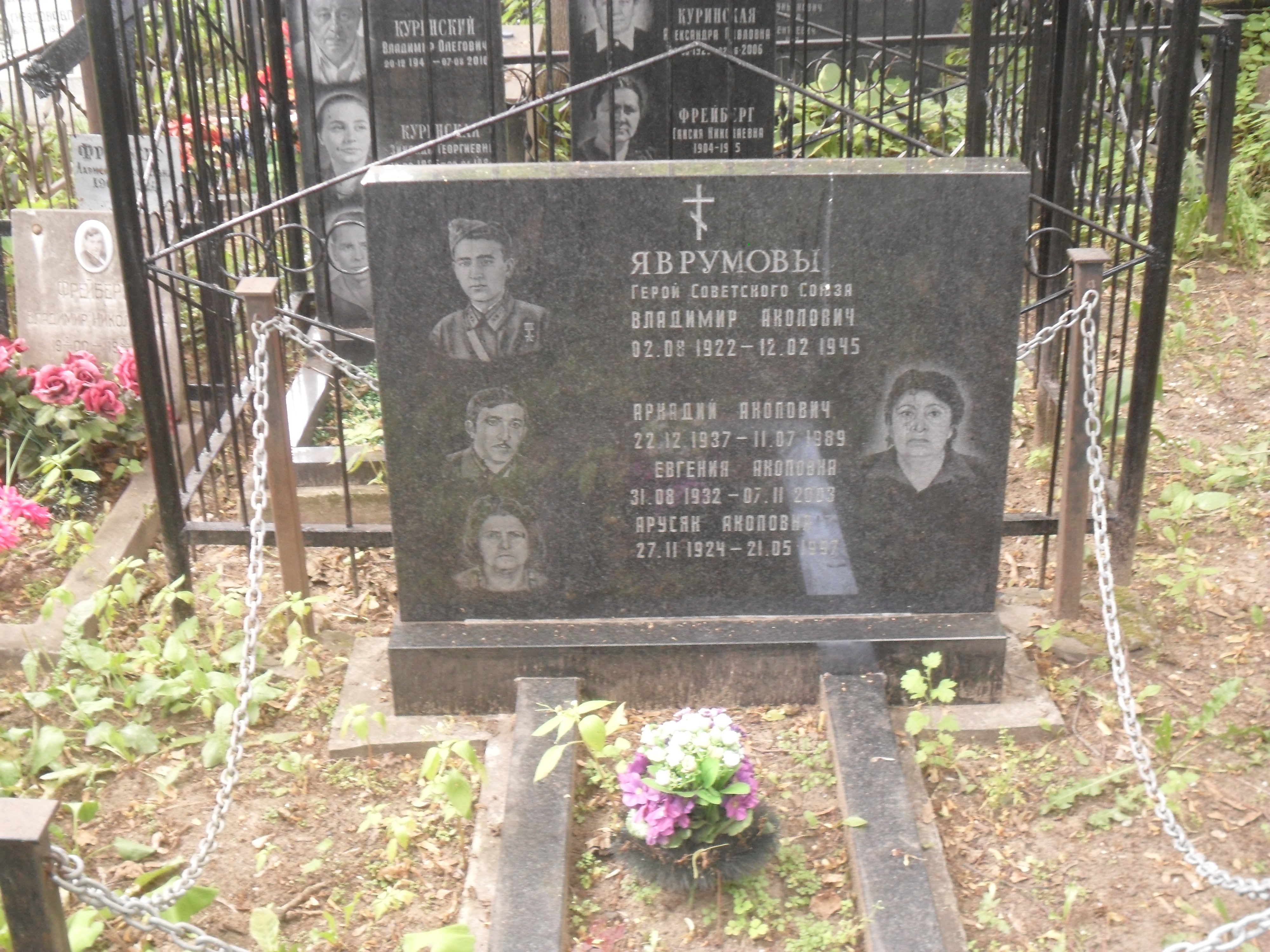
Кенотаф Яврумову на Ваганьковском кладбище Москвы

В октябре 1941 года призван в Красную армию. В 1942 году с отличием окончил Куйбышевское воздушно-десантное училище, получил офицерское звание и был направлен в войска.
Боевое крещение командир стрелкового взвода младший лейтенант Яврумов получил в апреле 1942 года на Северо-западном фронте. В первом же бою заслужил глубокое уважение своих однополчан. Чуткость к подчинённым, смелость, умение ориентироваться в сложной обстановке — это те качества, которые создали авторитет молодому командиру. Они особенно ярко раскрылись в боях на Волге и на Курской дуге.
14 июля во время знаменитого Прохоровского сражения северо-восточнее Белгорода Яврумов не раз поднимал в атаку своих десантников. Был тяжело ранен, пришёл в себя только в госпитале. После выздоровления нагнал свою часть в районе Кременчуга и опять был ранен при форсировании Днепра. Снова госпиталь и снова возвращение в часть.
Отличился в боях за освобождение польской земли, при форсировании Вислы. 12 января 1945 года началось наступление на Сандомирском плацдарме. Старший лейтенант Яврумов умело вёл боевые действия при прорыве укреплённой линии обороны противника в районе населённого пункта Стопница в Польше. Погиб в этом бою.
Указом Президиума Верховного Совета СССР от 27 июня 1945 года за образцовое выполнение заданий командования и проявленные мужество и героизм в боях с немецко-фашистскими захватчиками гвардии старшему лейтенанту Яврумову Владимиру Акоповичу присвоено звание Героя Советского Союза посмертно.
Из наградного листа:

«12 января 1945 года, при прорыве долговременной обороны противника в районе города Стопница гвардии старший лейтенант Яврумов, командуя стрелковой ротой, проявил мужество и героизм. Роте тов. Яврумова была поставлена задача наступать вдоль шоссейной дороги и выбить противника из его опорных пунктов. Оценивая серьёзность положения и сознавая, что роте отведён самый ответственный участок для прорыва, тов. Яврумов стал в общую цепь. Воодушевляя своих подчинённых, под ураганным огнём противника он с криком „Вперед, орлы!“, „3а Родину!“ бросился на штурм. Преодолевая сильный огонь, стремительным броском рота достигла первой линии траншей противника В этой жаркой рукопашной схватке было уничтожено 48 вражеских солдат, 6 офицеров, 4 станковых и 8 ручных пулемётов, них лично гвардии старшим лейтенантом уничтожено 15 солдат, 1 станковый и 2 ручных пулемёта.
Таким образом, основные огневые средства противника, сосредоточенные в опорных пунктах вдоль шоссейной дороги, были быстро ликвидированы, что содействовало успеху боевых действий всего батальона.
В это время правый фланг роты, натолкнувшись на минное поле и остановился. Тов. Яврумов, будучи тяжело раненный в плечо, напрягая остатки сил, перешёл на правый фланг своей роты и повёл её за собой. В завязавшейся короткой схватке правым флангом было уничтожено 13 солдат противника и два ручных пулемёта. Сам тов. Яврумов уничтожил двух солдат противника и пал смертью героя. Поставленная командованием задача прорыва укрепленной линии противника на данном направлении благодаря героизму тов. Яврумова, который ради победы пожертвовал собой, была выполнена».
— Герои страны. Яврумов Владимир Акопович. Дата обращения: 28 июня 2010. Архивировано из оригинала 8 августа 2011 года.
Похоронен на воинском мемориале в городе Стопница Буского повята Свентокшиского воеводства Польской Республики (улица Костюшко, 2).

## Награды
- Медаль «Золотая Звезда» Героя Советского Союза;
- орден Ленина;
- орден Отечественной войны I степени.

## Память
- В посёлке Матраса Шемахинского района Азербайджана установлен бюст Героя.
- На Ваганьковском кладбище в Москве расположен кенотаф.